# Max Svensson
Max Svensson (sinh ngày 19 tháng 6 năm 1998) là một cầu thủ bóng đá người Thụy Điển thi đấu cho Helsingborgs IF.

## Sự nghiệp câu lạc bộ
Anh ra mắt tại Allsvenskan cho Helsingborgs IF vào ngày 16 tháng 7 năm 2016 trong trận đấu trước GIF Sundsvall.